# هارييت هيمنيواي
هارييت هيمنيواي (بالإنجليزية: Harriet Hemenway)‏ هي نجمة اجتماعية وعالمة بيئة أمريكية، ولدت في 1858، وتوفيت في 1960.